# Юстедалсбреэн
Юстедалсбреэн или Ю́стеда́лсбре (норв. Jostedalsbreen) — крупнейший ледник континентальной Европы. Он расположен в норвежском фюльке Согн-ог-Фьюране. Высочайшей вершиной ледника является Хёгсте-Бреакулен (1957 м), хотя нунатак Лодалскопа возвышается на 2083 м.
Площадь ледника равна 487 км2. В самом широком месте он имеет толщину 600 м, ледник протягивается на 60 км. Он имеет около 50 рукавных ледников, например Бриксдалсбреэн и Нигардсбреэн. В 1991 году Юстедалсбреэн был включён в одноимённый национальный парк. Ледник поддерживается не низкими температурами, а высоким уровнем снежных осадков.